# Kiiperä
Kiiperä är en ö i Finland. Den ligger i sjön Saimen och i kommunen Villmanstrand i den ekonomiska regionen  Villmanstrands ekonomiska region  och landskapet Södra Karelen, i den södra delen av landet, 220 km nordost om huvudstaden Helsingfors. Öns area är 4,6 hektar och dess största längd är 380 meter i sydväst-nordöstlig riktning.